# Куштау
Кушта́у (баш. Ҡуштау — «парная гора»), гора́ До́лгая — шихан, гора-одиночка в Ишимбайском районе Башкирии, находящаяся в 18 км к востоку от города Стерлитамака и в 140 км к югу от города Уфы. Памятник природы, включённый в список объектов геологического наследия всемирного значения «Geosites» под эгидой Европейской ассоциации по охране геологического наследия ProGEO.
Один из цепочки четырёх шиханов в окрестностях Стерлитамака наряду с Торатау, Юрактау и уничтоженным Шахтау, которые выбраны в шорт-лист проекта «Семь чудес России» (как Шиханы).
Как и остальные шиханы, Куштау — остаток нижнепермского (поздний палеозой) рифового массива, образовавшегося свыше 230 миллионов лет назад в тропическом море (Уральский океан).
Точное расположение: Макаровский лесхоз, Урнякское лесничество, квадраты 1, 2, 6, 10 (частично квадраты 7, 11).
Передача горы «Башкирской содовой компании» в 2020 году для разработки месторождения известняка под производство соды повлекла за собой массовые протесты.
2 сентября 2020 года гора Куштау получила статус особо охраняемой природной территории — памятника природы.

## Физико-географическая характеристика
Абсолютная высота над уровнем моря — 357 м. Высота относительно уровня подошвы — 251 м. Имеет форму двугорбого хребта, длиной 4 км, шириной 0,7 — 1,4 км, с вершинами 374, 5 и 243, 8, вытянутый в меридиональном направлении по линии Север-Юг. Южный склон Куштау — каменисто-степной, с округлыми увалами, вытянутые вдоль склона, образующие между собой лог. Увалы с маломощными каменистыми почвами покрыты степной растительностью.
Со стороны западного и южного склонов огибает река Белая.

## Геология
Гора Куштау наряду с другими стерлитамакскими шиханами входит в Список геологического наследия всемирного значения «GEOSITES», который формируется и находится под эгидой Европейской ассоциации по сохранению геологического наследия ProGEO.
С 4 по 11 июня 1989 года в городах Уфе — Стерлитамаке — Ишимбае состоялась седьмая палеоэколого-литологическая сессия «Пермские рифогенные образования Южного Урала». Сессия рекомендовала Госкомприроды СССР и РСФСР включить Стерлитамакские шиханы Торатау, Юрактау и Куштау в список геологических памятников природы всесоюзного значения.
Шихан является частью системы нижнепермских рифовых массивов (поздний палеозой), прослеживаемой от Северного Ледовитого океана до Прикаспия вдоль всего Урала. Он сложен рифогенными известняками и состоит из окаменелостей различных представителей органического мира той эпохи. Возраст горы, установленный при помощи радиологических методов, составляет 285 млн лет. Особенность Куштау, как и других шиханов, в том, что эти окаменелости подняты на дневную поверхность в результате тектонических движений, на остальном же пространстве рифы покрыты более молодыми отложениями или плохо обнажены.
В 2018 году пост-президент Международного союза геологических наук (IUGS) Роланд Оберхансли посетил Стерлитамакские шиханы и выступил за сохранение этих гор.

## Археология
На горе Куштау обнаружены следующие памятники археологии:
Селище Куш-тау (Южное)
Первая половина I тысячелетия нашей эры.
Расположено на южном склоне горы.
Культурный слой от 10 до 50 см на протяжении 10-15 м в обрыве от крутого берега. Фрагменты толстостенных сосудов с примесью гальки и песка, их поверхность покрыта ангобом. Часть фрагментов орнаментирована насечками по венчику и по верхней части тулова.
Стоянка Куш-тау (западная)
Курмантауская культура. Находится на западном склоне горы Куш-Тау, в 600—700 м от южной подошвы горы. Поверхность задернована. Площадь 1600 квадратных метров. Найдены черепки, кремни, поделки.
Куштауский клад
Эпоха бронзы. Найден в 1945 году на правом берегу реки Белой, у подножья Долгой горы (Куш-тау), на глубине 1,6 м.
Состоит из следующих предметов: бронзовый наконечник копья и дротика, гарпуна, бронзовый втульчатый топорик, часть плоского бронзового ножа, бронзовый предмет неопределённого назначения, бронзовое прямоугольное в сечение шила.

## Куштау как место отдыха
Шихан Куштау наряду с другими шиханами вошёл в книгу «50 красивейших мест России» (2011).
На восточном склоне расположены трассы горнолыжного комплекса «Куштау». У подножия находятся Стерлитамакский дом отдыха «Шиханы» и база отдыха «Алга». В советское время возле горы были построены несколько пионерлагерей для школьников Стерлитамака.

## Близлежащие селения
Окрестности Куштау заселены давно; археологические раскопки показывают присутствие артефактов Евразийской металлургической провинции того же времени, что и Аркаим.
На западном склоне горы Куш-Тау, в 600—700 метрах от южной подошвы горы обнаружена стоянка Куш-Тау (западная), относящаяся к Курмантауской культуре (раздел V). Поверхность задернована. Площадь 1600 м². Относится к началу первого тысячелетия до нашей эры. Является историко-культурным памятником федерального значения.
Другое селище — Куш-Тау южное открыто К. В. Сальниковым. Является археологическим памятником регионального значения.
Сейчас в радиусе 5 км от Куштау находятся селения:
- Шиханы
- Урняк
- Бельское
- Вишнёвка
- Забельское
- Алатана
- Косяковка
- Шахтау

## Охрана природы
Куштау относится к ценным природным территориям. В соответствии со Схемой территориального планирования Республики Башкортостан предполагается создание ООПТ республиканского значения памятник природы площадью 300 га. На Куштау произрастают несколько видов растений из «Красной книги», в том числе ковыль перистый.
На территории шихана Куштау произрастают 8 видов растений из Красной книги РБ с категорией редкости III, 1 вид с категорией II (Pimpinella tomiophilla), 3 вида из приложения к Красной книге и 1 вид грибов с категорией III. Из Красной книги РФ на Куштау обитают 5 видов с категорией III и 1 вид с категорией I (Thymus cimicinus).
На территории шихана Куштау отмечен один вид животных из Красной книги РБ с категорией I (осоед), два вида с категорией редкости II (степной лунь, могильник), девять видов с категорией III (водяная ночница, прудовая ночница, лесной нетопырь, бурый ушан, веретиница ломкая, перевязанная стрекоза, жук-олень, восковик-отшельник, мнемозина), три с категорией IV и один вид с категорией V. Из Красной книги РФ встречено семь видов с категорией II (степной лунь, могильник, жук-олень, восковик-отшельник, мнемозина, армянский шмель, пчела-плотник) и один вид с категорией III (кулик-сорока).
Возле Куштау пойман редкий экземпляр жука-долгоносика.
По последним данным учёных на территории Куштау обнаружено уже более 40 видов животных и растений, занесённых в Красные книги Республики Башкортостан, России и Международного союза охраны природы. Высокая численность охраняемых видов и высокий уровень биоразнообразия объясняются уникальным положением Куштау в окружении антропогенных ландшафтов, что создаёт на нём своеобразные «островные» условия. Для многих видов животных и растений этот шихан является «убежищем» от воздействия человека.
В начале сентября 2020 году шихан Куштау признан особо охраняемой природной территорией (ООПТ) регионального значения.

## Протесты из-за планов разработки шихана (2020)
В конце 2018 года врио Главы Республики Башкортостан Радий Хабиров заявил, что разработка месторождений известняка на Куштау может стать компромиссным вариантом для решения сырьевой проблемы «Башкирской содовой компании (БСК)», которая заявила о близкой выработке своих имеющихся месторождений. Планы промышленной разработки Куштау вызвали протесты местных жителей, опасавшихся ухудшения экологической ситуации, и активистов, считающих шиханы, в том числе и Куштау, одним из символов Башкортостана.
С 25 по 28 марта 2019 года в Республике Башкортостан состоялось выездное заседание Совета по правам человека при Президенте РФ, на котором поднимались вопросы сохранения Куштау. 6 августа 2019 года Совет по правам человека при Президенте РФ рекомендовал Минприроды РФ рассмотреть возможность создания национального парка «Башкирские шиханы», включающего шиханы Куштау, Торатау и Юрактау; «Башкирской содовой компании» изыскать возможности отказа от планов промышленной разработки Куштау и других шиханов; Правительству Республики Башкортостан придать Куштау статус памятника природы в соответствии со Схемой территориального планирования Республики Башкортостан и включить шихан Куштау в границы проектируемого геопарка Торатау.
В июне 2020 года «Сырьевая компания», дочерняя компания «Башкирской содовой компании» (БСК), заключила договор аренды лесного участка на горе Куштау для геологоразведочных работ с Министерством лесного хозяйства Башкирии. 3 августа 2020 года началась вырубка леса на горе. Эти действия вызвали протесты и активное противодействие противников промышленной разработки горы Куштау. В течение последующих двух недель произошло несколько массовых стычек между противниками разработки Куштау и сотрудниками частного охранного предприятия. Данные события приобрели широкий общероссийский резонанс и 16 августа 2020 года глава Башкортостана Радий Хабиров дал обещание не разрабатывать Куштау, пока не будет найдено компромиссное решение. Вскоре в конфликт вмешалась центральная власть, надзорное ведомство по поручению президента В. Путина проверило приватизацию БСК и 29 августа председатель Следственного комитета Александр Бастрыкин поручил центральному аппарату ведомства провести проверку отчуждения государственного пакета акций Башкирской содовой компании.